# IC 1060
IC 1060 ist eine Balken-Spiralgalaxie vom Hubble-Typ SBa im Sternbild Waage am Südsternhimmel. Sie ist rund 206 Millionen Lichtjahre von der Milchstraße entfernt.
Das Objekt wurde am 23. Mai 1868 von Truman Henry Safford entdeckt.